# Resolució 2394 del Consell de Seguretat de les Nacions Unides
La Resolució 2394 del Consell de Seguretat de les Nacions Unides fou adoptada per unanimitat el 21 de desembre de 2017. Després de considerar un informe del Secretari General sobre la Força de les Nacions Unides d'Observació de la Separació (UNDOF) i reafirmant la resolució 1308 (2000), el Consell va prorrogar el seu mandat per uns altres sis mesos, fins al 30 de juny de 2018.

## Contingut
El Consell va assenyalar que la situació a l'Orient Mitjà es mantenia tibant. A causa de les activitats militars a la zona de separació, hi havia risc que les tensions entre Síria i Israel tornessin a esclatar, i la treva entre ambdós de 1974 estava en perill. Es va demanar a totes les parts que retiressin les trops de la Línia Blava.
Mentrestant, la UNDOF havia ocupat una vegada més els cims de l'Hermon. També van planejar tornar a les posicions abandonades al costat sirià de la zona. El 2014 hi van haver de deixar moltes posicions a causa dels forts combats entre l'exèrcit sirià i els grups rebels.